# Alexander von Stackelberg
Alexander Peter Julius Freiherr von Stackelberg (russisch Александр Штакельберг; * 16. Märzjul. / 28. März 1833greg. in Magnushof auf der Insel Worms; † 15. Märzjul. / 27. März 1898greg. in Dorpat) war ein russischer Geheimrat deutschbaltischer Herkunft.

## Leben
Alexander war Angehöriger der baltischen Freiherren von Stackelberg. Seine Eltern waren der Sekretär der Estländischen Ritterschaft Friedrich von Stackelberg (1783–1846) und Wilhelmine, geborene von Vietinghoff aus dem Haus Kechtel (1803–1845).
Er lernte am Alexander-Lyzeum in St. Petersburg und diente seit 1853 im Justizministerium, später als Beamter für besondere Aufträge beim General-Gouverneur von Westsibirien. In den Jahren 1865 bis 1873 war er kurländischer Gouvernements-Prokureur und seit 1873 Oberprokureur der 2. Abteilung des III. Departements des Dirigierenden Senats. Nachdem er bereits 1869 zum Wirklichen Staatsrat avancierte, folgte 1877 sein Aufstieg zum Geheimrat und Senator. Von 1880 bis 1883 war er Kurator des Dorpater Lehrbezirks. 1881 wurde er Ehrenmitglied der Gelehrten Estnischen Gesellschaft in Dorpat. Stackelberg hatte 1870 das kurländische Indigenat erhalten und war Besitzer des Ritterguts Marren in Kurland.
Er vermählte sich 1858 mit Bertha Elisabeth Baroness Korff (1835–1902). Aus der Ehe gingen 10 Kinder hervor, darunter der Jurist, Senator und Geheimrat Nikolai von Stackelberg (1861–1943).